# You're Losing Me
You're Losing Me è un singolo della cantautrice statunitense Taylor Swift, pubblicato il 29 novembre 2023 come unico estratto dalla riedizione del decimo album in studio Midnights.

## Descrizione
Il brano è stato pubblicato originariamente il 26 maggio 2023 come bonus track della Late Night Edition dell'album distribuita unicamente su CD durante alcune date statunitensi del The Eras Tour. Inizialmente trapelato sul servizio di streaming cinese QQ Music nell'agosto successivo, il brano è stato distribuito sui servizi di streaming il 29 novembre dello stesso anno, nello stesso giorno in cui Swift è stata proclamata Global Top Artist del 2023 da Spotify.

## Tracce
Testi e musiche di Taylor Swift e Jack Antonoff.
1. You're Losing Me (From the Vault) – 4:37

## Classifiche
| Classifica (2023) | Posizione massima |
| ----------------- | ----------------- |
| Australia         | 13                |
| Canada            | 18                |
| Grecia            | 43                |
| Irlanda           | 14                |
| Malaysia          | 12                |
| Nuova Zelanda     | 15                |
| Portogallo        | 98                |
| Regno Unito       | 20                |
| Singapore         | 7                 |
| Stati Uniti       | 27                |
| Svezia            | 90                |
| Svizzera          | 82                |
| Vietnam           | 36                |